# Charlotte Hornets 2015-2016
La stagione 2015-16 dei Charlotte Hornets fu la 26ª nella NBA per la franchigia.
I Charlotte Hornets arrivarono terzi nella Southeast Division della Eastern Conference con un record di 48-34. Nei play-off persero al primo turno con i Miami Heat (4-3).

## Roster
| N° | Naz.                   | Ruolo | Sportivo               | Anno | Alt. | Peso |
| -- | ---------------------- | ----- | ---------------------- | ---- | ---- | ---- |
| 00 | Stati Uniti (bandiera) | A     | Spencer Hawes          | 1988 | 216  | 111  |
| 1  | Stati Uniti (bandiera) | G     | Courtney Lee           | 1985 | 196  | 91   |
| 2  | Stati Uniti (bandiera) | A     | Marvin Williams        | 1986 | 206  | 104  |
| 3  | Stati Uniti (bandiera) | G     | Jeremy Lamb            | 1992 | 196  | 84   |
| 5  | Francia (bandiera)     | A     | Nicolas Batum          | 1988 | 203  | 91   |
| 7  | Stati Uniti (bandiera) | G     | Jeremy Lin             | 1988 | 191  | 91   |
| 9  | Stati Uniti (bandiera) | G     | Aaron Harrison         | 1994 | 198  | 95   |
| 12 | Messico (bandiera)     | G     | Jorge Gutiérrez        | 1988 | 191  | 87   |
| 14 | Stati Uniti (bandiera) | A     | Michael Kidd-Gilchrist | 1993 | 201  | 105  |
| 15 | Stati Uniti (bandiera) | G     | Kemba Walker           | 1990 | 185  | 78   |
| 19 | Stati Uniti (bandiera) | G     | P.J. Hairston          | 1992 | 198  | 104  |
| 22 | Stati Uniti (bandiera) | G     | Brian Roberts          | 1985 | 185  | 82   |
| 25 | Stati Uniti (bandiera) | A     | Al Jefferson           | 1985 | 208  | 120  |
| 30 | Stati Uniti (bandiera) | G     | Troy Daniels           | 1991 | 193  | 91   |
| 40 | Stati Uniti (bandiera) | C     | Cody Zeller            | 1992 | 213  | 109  |
| 44 | Stati Uniti (bandiera) | C     | Frank Kaminsky         | 1993 | 213  | 110  |
| 50 | Stati Uniti (bandiera) | A     | Tyler Hansbrough       | 1985 | 206  | 113  |

## Staff tecnico
- Allenatore: Steve Clifford
- Vice-allenatori: Patrick Ewing, Stephen Silas, Bob Weiss, Pat Delany, Bruce Kreutzer, Steve Hetzel
- Preparatore fisico: Matthew Friia
- Preparatore atletico: Steve Stricker
- Assistente preparatore atletico: Dennis Williams
- Preparatore fisico: Matt Friia